# Charly Doll
Karl-Heinz „Charly“ Doll (* 9. Januar 1954 in Bühlertal) ist ein deutscher Laufsportler, Koch und Buchautor.

## Laufkarriere
Charly Doll begann seine Karriere erst mit 24 Jahren. Seine ersten Erfolge als Läufer erzielte er für die LG Hohenfels, später für den Freiburger FC, den LC Breisgau und den SV Kirchzarten.
1985 gewann er in Bühlertal seinen ersten Berglauf. 1986 stellte er einen Weltrekord im Zwölfstundenlauf auf, der jahrelang unangefochten blieb. 1986 und 1987 wurde er deutscher Vizemeister, 1988 deutscher Meister im Berglauf, erneut in Bühlertal. 1989 verteidigte er seinen Titel in Müllheim. Bereits 1986 hatte er beim Berglauf-Weltpokal Sondrio die Bronzemedaille in der Einzelwertung und Bronze mit der Nationalmannschaft gewonnen, ein Jahr später in Lenzerheide Mannschafts-Silber. Weitere Erfolge waren der zweimalige Gewinn des internationalen Swiss Alpine Marathons in Davos, einem Lauf mit 67 km Länge und plus/minus 2300 Meter Höhenunterschied, und des Comrades Marathon in Südafrika sowie ein Weltrekord im 12-Stunden-Skilanglauf. 1990 wurde er mit Weltbestzeit 6:29:39 Stunden deutscher Meister im 100-km-Lauf.
Nach einer gesundheitlich bedingten Phase ohne Erfolge gewann er 1993 den Comrades Marathon.

### Training
Nach eigenen Angaben trainierte Doll bis 1990 eher intuitiv und ohne Trainingspläne und nahm an Wettkämpfen mit, wie es sein Beruf zuließ:

„Nach dem 100 km-Lauf konnte ich eine Woche lang kaum gehen, geschweige denn laufen. Trotz aller Warnungen nahm ich acht Tage später am Schluchseelauf teil. Das war natürlich totaler Blödsinn, der größte Fehler, den ich machen konnte. Danach hatte ich ständig mit Verletzungen und Krankheiten zu tun. Das Immunsystem war angegriffen, eine Folge der zu kurzen Regenerationszeit“

Ab 1990 verzichtete er auf harte Tempoläufe während der Vorbereitung und integrierte Pulsmesser und Laktatwert-Kontrollen in seine Planung:

„Ich habe früher trainiert, wie es mir Spaß machte […]. Harte Tempoeinheiten im Training gibt es bei mir nicht mehr. Bei Wettbewerben bestimmen nun mehr nicht nur die Konkurrenz, sondern auch der Pulsmesser mein Tempo. Sind die Werte zu hoch, steige ich auch mal aus.“

## Sonstiges
Neben seiner Läuferkarriere arbeitete Doll kontinuierlich als Koch. Seit 1979 war er Küchenmeister und Leiter großer Hotelküchen. Mit seiner Frau Friederike leitet er das Seminarhotel „Sonnenhof“ bei Hinterzarten. 2002 war er Olympiakoch für die deutsche Skisprungnationalmannschaft mit Sven Hannawald. Mit Herbert Steffny veranstaltet er seit Jahren Seminare für Ausdauersportler und Kochkurse. Zusammen mit Steffny und Ulrich Pramann schrieb er das Buch „Perfektes Lauftraining – Das Ernährungsprogramm“.
Doll lebt mit seiner Familie in Breitnau. Seine Kinder sind der Biathlet Benedikt Doll und die Bergläuferin Stefanie Doll.

## Bücher
- Herbert Steffny, Ulrich Pramann, Charly Doll: Perfektes Lauftraining – Das Ernährungsprogramm. Südwest Verlag, 2004, ISBN 978-3-517-06450-5
- Benedikt Doll, Charly Doll: Doll’s Schwarzwaldlust: Das sportliche Genießerkochbuch. Doll2Eich, 2018, ISBN 978-3000606540